# Ksenobiologija
Ksenobiologija (KB) je istraživačko područje u okviru sintetičke biologije, koje proučava i istražuje mogućnosti sinteze i manipulacije biološkim komponentama i sustavima. Ime ksenobiologija izvodi se od grčkog xenos, što znači „stranac“ ili „gost“. Drugim riječima, XB opisuje oblik biologije koji je još uvijek nepoznat znanosti, te opisuje biokemijska svojstva i sustave koji ne postoje u organskoj prirodi. U praksi to znači kako se radi o sustavima koji ne funkcioniraju s temeljnim kemijskim strukturama ili elementima (npr. DNK-RNK/20 kanonskih amino kiselina) koji su nam poznati iz „klasične“ centralne dogme molekularne biologije. Na primjer, umjesto da DNK i RNK, XB istražuje analoge nukleinskih kiselina, tzv. kseno nukleinskih kiselina (XNA) kao nositelja informacija. Također se bavi na proširenjem ili ekspanzijom genetičkog koda kao i ugradnom nekanonskih ili neproteinogenih aminokiselina u proteine.

## Razlike između kseno-, egzo- i astro-
Astro znači zvijezda i exo znači izvan. Oboje, i egzobiologija i astrobiologija traže život koji je evoluiralo negdje u svemiru uglavnom na drugim planetima u prvom redu onima u Goldilockovim zonama. Dok se astrobiolozi bave otkrivanjem i analizom (hipotetički) postojećeg života negdje drugdje u svemiru, ksenobiologija pokušava osmisliti oblike života s drugačijim kemijskim osnovama ili genetičkim kodovima od onih koje poznajemo na planeti Zemlji.

## Ciljevi ksenobiologije
- Ksenobiologija može s jedne strane doprinijeti produbljivanju naših temeljih znanja o biologiji i podrijetlu života ali može donijeti i neke temeljno nove spoznaje po tim pitanjima. Kako bi bolje razumjeli podrijetlo života, potrebno je znati zašto su se rane životne forme razvile baš od RNA svijeta sve do DNA - RNA - protein sustava i kako je uspostavljen (skoro) univerzalni genetički kod.[5] Je li to bio evolucijski „slučaj“ ili „udes“ ili možda postoje nužna ograničenja koja ne dopuštaju druge vrste kemija od onih koje poznajemo? Testiranjem alternativne biokemijske „primordijarne juhe“, očekuje se kako ćemo bolje razumjeti kemijska načela koja su ugrađena u život kakvog poznajemo.

- Ksenobiologija ima i praktične potencijale za razvoj industrijskih proizvodnih sustava s novim mogućnostima npr. inženjerstvo bolje i efikasnije biotehnološke sinteze raznih polimera ili dizajn otpornosti patogena. Najbolji primjer koji ilustrira te mogućnosti jest inženjerstvo genetičkog koda. U svim živim bićima proteini su izgrađeni od 20 kanonskih aminokiselina (kAK) „propisanih“ genetičkim kodom. U rijetkim slučajevima, translacijski aparat nekih organizama ugrađuje u pojedine proteine i specijalne aminokiseline kao što su selenocistein, pirolizin i selenometionin.[6] Također je poznato preko 300 prirodnih neproteinogenih amino kiselina izoliranih mahom iz raznih biljaka, bakterija i kvasaca, ne računajuci tu i one koje su antropogeno pripravljene u raznim laboratorijama u posljednjih stotinjak godina. Prirodne i umjetne neproteinogene aminokiseline nazivamo skupno  - „nekanonske aminokiseline“; nkAK. Ako bismo bili u stanju „ubaciti“ neke od tih nkAK u proteinsku sintezu - lako je predvidjeti kako bi se svojstva sintetiziranih proteina mogla i radikalno promijeniti te dovesti do npr. učinkovitije katalize ili novih materijalnih funkcija. Tako npr. EU-Projektu (FP7) METACODE (koji koordinira Prof. Dr. Nediljko Budiša   Arhivirana inačica izvorne stranice od 16. prosinca 2013. (Wayback Machine) s Tehničkog Sveučlišta u Berlinu) cilj je uključiti klasičnu reakciju, poznatu samo u organskoj kemiji – olefinsku metatezu  – u kemiju žive stanice tj. bakterije Escherichie coli (i na taj način obogatiti temeljnu kemiju života). Još jedan praktični razlog upotrebe XB stanica jest mogućnosti poboljšanja procesa proizvodnje smanjujući pri tome rizik od virusnih (npr. bakteriofagnih) kontaminacija pri raznim fermentacijama. To je plauzabilno, jer kemija života XB stanice više nije ista kao kod stanica iz „staroga biološkog svijeta“. Na taj način, XB-stanice nisu dobri domaćini raznim virusima (specijaliziranim za stanice „staroga biološkog svijeta“) što ih čini otpornim („zatvorenim“) na moguće kontaminacije ili infekcije.

- Ksenobiologija nudi i mogućnost implementacije posebnog sustava genetičke sigurnosti stvaranjem umjetne genetičke barijere - genetičke ogradnje (u engleskom govornom području rabi se izraz: genetic firewall). Radi se o ideji da se izgradi jedna vrsta zatvorenosti ili „zida“ koji bi onemogućio izmjenu genetičkih informacija između XB-stanica i stanica živoga svijeta. Jedan od glavnih problema tradicionalne genske tehnike (npr. GMOs) i molekularne biotehnologije jest tzv. „genetička kontaminacija“ uzrokovana vodoravnim prijenosom gena (jer su sva živa bića bazirana na istoj temeljnoj kemiji i genetici!)[7] -  što može predstavljati mogući rizik i za okoliš i za zdravlje ljudi. U tome kontekstu, jedna od važnih ideja u XB jest stvoriti alternativne genetičke kodove i biokemijske cikluse, tako da bi vodoravni prijenos gena bio otežan pa čak i onemogućen (a time i sama  „genetička kontaminacija“). Osim toga, alternativni biokemijski ciklusi bi također trebali omogućiti stvaranje novih sintetičkih auksotrofija – kao dodatne komponente biološke sigurnosti. U osnovi je ideja da se stvori ortogonalni biološki sustav koji bi bio inkompatibilan s prirodnim genetičkim sustavima.[8]

## Znanstveni pristup
Ksenobiologija ima za cilj projektirati i izgraditi takve biološke sustave koji se bitno razlikuju od prirodnih živih bića na jednoj ili više temeljnih razina kompleksnosti. U idealnom slučaju, prirodi-novi (engleski: new-to nature) organizmi će biti bitno drukčiji u pogledu temeljne biokemije te bi trebali imati i potpuno različit genetički kod. Drugim riječima, trebali bi „pričati drugim jezikom“ pa se može govoriti i o biosemantičkoj ogradnji (engleski: semantic containment) prema živim bićima s prirodnom evolucijskom poviješću. Dugoročni cilj je, među ostalim, i izgraditi stanicu koja neće pohraniti svoje genetičke informacije DNA-formi već u alternativnom informacijskom polimeru. Jedan primjer takvih polimera su tzv. kseno nukleinske kiseline (XNA), koje se sastoje kemijski različitih baznih parova, alternativnih okosnica i šećernih jedinica – a koji bi se u budućnosti mogli koristiti u sintetičkom živom sustavu s nekanonskim aminokiselinama i promijenjenim/alternativnim genetičkim kodom. Sva dosadašnja istraživanja su pokazala (na razini dokaza; engleski: proof-of-principle) da je moguće u žive stanice ugraditi (doduše u vrlo ograničenom obimu) jednu od te dvije mogućnosti.

### Kseno nukleinske kiseline (XNA)
Izvorno, u osnovi istraživanja alternativnih kemijskih oblika DNA bilo je pitanje kako se život razvio na Zemlji i zašto su se RNA i DNA nametnule tijekom kemijske evolucije kao glavni nosioci genetičke informacije iako su i druge strukture nukleinskih kiselina moguće. Sustavnim eksperimentalnim radom nedvojbeno je dokazano kako je moguće diverzificirati kemijsku strukturu nukleinskih kiselina i složiti potpuno nove informacijske biopolimere. Do sada, broj XNA s novim kemijskim okosnicama ili drugim osobitostima u kemijskoj strukturi je impresivan, npr. „heksozne nukleinske kiseline“ (HNA), „treozne nukleinske kiseline“ (TNA), „glikolne nukleinske kiseline“ (GNA) ili „cikloheksenilne nukleinske kiseline“ (CeNA). Već u 2003 je pokazano ugrađivanje XNA komponenti (npr. 3 HNA kodona ili tripleta) u prirodne DNA-vektore za gensku ekspresiju kao što su plazmidi. Ovaj XNA-DNA hibrid je korišten in vivo (E. coli ) kao templat za sinetzu DNA. Ostale komponente  (npr. GNA, CeNA) su još uvijek poprilično inkompatibilne s prirodnim biološkim sustavima, da bi se u tome kontekstu mogle koristiti kao predložci za sintezu gena. U izvjesnoj mjeri, nekanonski bazni parovi se mogu ugraditi u prirodnu DNA okosnicu pa čak i transliterirati u prirodnu DNA.

### Prošireni genetički alfabet
Dok neke XNA sadrže samo modificirane okosnice, u drugim eksperimentima stvaraju se XNA sa zamijenjenim baznim parovima pa čak XNA koje zadrže dodatni tj „treći“ bazni par (u tome slučaju govorimo o proširenju genetičke DNA abecede).  Na primjer, dizajnirana je DNA molekula koja umjesto četiri standardne baze A, T, G, i C  (tj. dva bazna para)– ima šest baza (tj. tri bazna para): T, G, C, te se dvije nove baze P i Z (gdje Z stoji za 6-Amino-5-nitro3-(l'-p-D-2'-deoksiribofuranozil)-2(1H)-piridon, a P je 2-Amino-8-(1-β-D-2'-deoksiribofuranozil)imidazo[1 ,2-a]-1,3,5-triazin-4 (8H)). U sustavnoj istraživačkoj studiji, Leconte i suradnici su testirani održivost 60 baza (dajući potencijalno 3600 parova baza) kao kandidata za izgradnju mogućih kemijskih altenativa prirodnoj DNA molekuli koja je nosilac genetičke informacije u živom svijetu na zemlji.

### Nove polimeraze
XNA kao i nekanonski (ili neprirodni) bazni parovi nisu substrati za stanične polimeraze. Zato je jedan od glavnih izazova je pronaći ili stvoriti nove vrste polimeraza koje bi bile u mogućnosti replicirati ove prirodi-nove (engleski: new-to nature) kemijske konstrukcije. Utvrđeno je međutim kako je modificirana varijanta HIV-reverzne transkriptaze sposobna polimerizirati oligonukleotid koji sadrži nekanonski tip baznih parova. Pinheiro i suradnici su pokazali 2012. da je moguće razviti metodu dizajna polimeraze koja je u stanju replicirati i popravljati greške kod šest alternativnih genetskih polimera ne duljih od 100 baznih parova. Ti informacijski polimeri su u biti XNA, tj. nukleinske kiseline s kemijskim modifikacijama kakve ne nalazimo u prirodi.

### Inženjerstvo genetičkog koda
Ksenobiologija, među ostalim ima za cilj i „presložiti“ postojeći univerzalni genetički kod. Pristup koji najviše obećava je 'tripletna prenamjena' (engleski: codon reassignment) rijetko korištenih pa čak i nekorištenih tripleta (tj. tripletnih kodnih jedinica – kodona). U idealnom scenariju, genetički kod se može proširiti (engleski: code expansion) tako da se određeni prirodni triplet oslobodi („emancipira“) svoje kanonske funkcije (npr. terminacija proteinske sinteze) i privremeno (idealno bi bilo: stalno) prenamjeni za kodiranje potpuno nove nekanonske amino kiseline (nkAK). U tome slučaju govorimo o ekspanziji ili proširenju genetičkog koda (engleski: genetic code expansion). Međutim, sama ekspanzija koda je vrlo teška za primjenu a objavljeni rezultati su često teško ponovljivi pa je potrebno posegnuti za alternativama. Na primjer, upotreba auksotrofnih bakterijskih sojeva pokazala se vrlo efikasnom za ugradnju izostrukturnih aminokiselinskih analoga (David Tirrell, Nediljko Budiša) tj. nkAK uspješno substituiraju (pojedinačno ili skupno) odgovrajuće kanonske aminokiseline u željenim proteinima. U tome slučaju govorimo (in strictu) o inženjerstvu genetičkog koda. Konačno, prirodni repertoar od 20 kanonskih aminokiselina može se eksperimentalno i umanjivati (npr. na 19 kanonskih aminokiselina). Tripletna prenamjena genetičkog koda funkcionira kada se se promjeni spefičnost para aminoacil-tRNA sintetaza:tRNA prema određenom tripletu ili kodonu. Stanice opremnjene takvim parovima mogu čitati mRNA sekvence koje prirodna translacijska mašinerija nije u stanju potpuno prepoznati i pri tome obično proizvedu (eksprimiraju) male količine (>100 μg) pojedinih proteina i sve to u okviru klasične rekombinantne DNA tehnologije. Farren Isaacs i George Church sa Sveučilišta Harvard objavili su 2013 potpunu zamjenu svih 314 TAG stop-kodona prisutnih u genomu E. coli bakterije, sa sinonimskim TAA tripletima ili kodonima dokazujući na taj način kako se genom može masovno preurediti bez smrtonosnih učinaka po živu stanicu.
Još radikalnije promjene u strukturi genetičkog koda mogu se postići zamjenom tripleta s kvadrupletima i pentapletima, kao što su to pokazali Sisido (u in vitro sustavima) i Schultz (u bakterijama). Na koncu, korištenjem neprirodnih baznih parova u DNA, mRNA i tRNA strukturama mogu se nove aminokiseline ugraditi u željene proteine.

### Ciljana evolucija; biosemantička i biotropička ogradnja
Cilj zamjene DNA sa XNA u živim stanicama također se može postići i alternativnom metodom i to tako da eksperimentalnom promjenom okoliša direktno utječemo na strukturu genetičkih modula. Marliere i Mutzel su uspješno pokazali izvodivost ovoga pristupa: pošlo im je za rukom evoluirati soj crijevne bakterije Escherichie coli čija je DNA sastavljena od standardnih A, C i G nukleotida, ali u svojoj DNA sekvenci umjesto prirodnog timina (T) sadrži njegov sintetički analog 5-klorouracil. Te stanice ne mogu rasti tj. ovisne su o klorouracilu u hranidbenom mediju, dok u svemu ostalom funkcioniraju kao normalne koli-bakterije. Ovaj pristup potencijalno otvara mogućnost stvaranja jake genetičke izolacije ili barijere preko dvostruke genetičke ogradnje (ili ograde s dvostrukim „zidom“) jer se interakcije s drugim bakterijama otežane. Naime ovaj bakterijski soj je auksotrofičan za ne-prirodne kemikalije („biotropička ogradnja“; engleski: trophic containment) a uzput i sadrži DNA formu koja se ne može dešifrirati u drugim organizmima (pa govorimo i o „biosemantičkoj ogradnji“; engleski: semantic containment).

## Problemi biološke sigurnosti i bezbjednosti: genetička ogradnja (genetic firewall)
U engleskom govornom području razlikujemo biosafety (uglavnom se bavi procjenom rizika) i biosecurity (bavi se praktičnim mjerama za biološku zaštitu); u hrvatskom jeziku možemo rabiti izraz biobezbjednost ili biosigurnost. Ksenobiološki sustavi se projektiraju s ciljem prijenosa principa ortogonalnosti u prirodne biološke sustave. Jedan takav hipotetički organizam bi koristio XNA, i odgovarajuće polimeraze te ima izmijenjeni genetski kod - tako da će teško biti u mogućnosti komunicirati s prirodnim oblicima života na genetičkoj razini. Dakle, ovi ksenobiološki organizmi bi predstavljali genetičku enklavu koja nije u stanju razmjenjivati informacije s prirodnim stanicama. Znači, promjena temeljnih genetičkih mehanizama stanice dovodi do uspostave biosemantičke ogradnje ili zatvorenosti.  Analogno informacijskim tehnologijama, ovdje koristimo sigurnosni koncept pod nazivom genetička ogradnja (engleski: genetic firewall). Koncept ili ideja genetičke ogradnje ima potencijal da prebrodi čitav niz ograničenja prethodnih biosigurnosnih sustava. Prva eksperimentalna naznaka kako bi ovaj (još uvijek u biti teorijski koncept) mogao funkcionirati jest znanstveni rad publiciran 2013 koji izvješćuje o dizajnu tzv. „genomski rekodiranog organizma“ (GRO) gdje su svi poznati UAG stop-tripleti u crijevnoj koli-bakteriji Escherichia coli zamijenjeni UAA tripletima.  Pokazano je kako GRO - Escherichia coli ima povećanu otpornost prema T7 bakteriofagima. Međutim i sam GRO soj je u biti samo derivat crijevne bakterije koji je izmijenjen klasičnom genskom tehnikom te je još uvijek je vrlo sličan svojim prirodnim „roditeljima“ i ne pokazuje genetičku ogradnju ili zatvorenost. U svakom slučaju, mogućnosti tripletnih prenamjena (engleski: codon reassigment) u genetičkom kodu otvara perspektivu da se stvore bakterijski sojevi koji kombiniraju XNA, nove genetičke kodove i biokemije i koji ne mogu razmjenjivati informacije s prirodnim biološkim svijetom. Takve bakterije mogu biti jako korisne npr. kod ispitivanja raznih novih toksina i ksenobiotika.

## Zakonska i administrativna pitanja
Ksenobiologija - kada jednom pretoči svoje ideje u experimentalne rezultate - također može predstavljati izazov za legislaturu, jer trenutni zakoni i uredbe dobro pokrivaju genetski modificirane organizme (GMOs) ali ne i izravno kemijski ili genomski modificirane organizme. Razložno je prepostaviti kako će ksenobiologija trebati još neko vrijeme za dizajn sintetičkih stanica i organizama pa zakonodavci imaju dovoljno vremena da se pripreme za nove, u prvom redu pravne izazove. Od 2012 godine politički savjetnici u SAD-u, četiri nacionalna odbora za biološku sigurnosti u Europi, te European Molecular Biology Organization su uvrstili temu ksenobiologije u svoj progam.

## Utemeljitelji ksenobiologije
Zanimljivo kako je Nediljko Budiša hrvatski biokemičar u Njemačkoj, jedan od utemeljitelja ksenobiologije i prominentni predstavnik „europske“ sintetičke biologije. Ovaj znanstvenik s Tehničkog Sveučilišta u Berlinu (gdje podučava organsku kemiju, biokemiju, biokatalizu i sintetičku biologiju;)  je pionir u inženjerstvu genetičkog koda i autor (za sada) jedine knjige s tom tematikom. Uspostava novoga znanstvenog područja tj. pionirski rad je mukotrpan a često i nazahvalan posao jer se treba „preživjeti“ u vrlo kompetetivnoj sredini s originalnim radovima (koji su malo citirani a često i sustavno ignorirani) te s novim idejama koje se ionako sporo šire u konzervativnoj znanstvenoj sredini. Osim sveučilišne djelatnosti i znanstvenog rada, profesor Budiša se profilirao kao mislilac i poznavatelj istraživanja i inženjerstva „sintetičkog života“.